# 다채널 텔레비전
다채널 텔레비전 서비스(multichannel television service) 또는 텔레비전 제공자는 고객에게 텔레비전 프로그램을 구독료를 받고 배포하는 서비스 제공자의 한 유형이다. 구독 텔레비전 제공자는 다양한 유형의 프로그램을 제공하는 텔레비전 채널을 배포하는데, 일반적으로 해당 미디어 시장 내의 지상파 방송국(해당하는 경우 국영 방송 포함), 다채널 텔레비전 제공자를 통해서만 배포되는 특수 채널, 그리고 장편 영화 및 기타 오리지널 프로그램과 같은 프리미엄 콘텐츠를 제공하는 유료 텔레비전 서비스가 포함된다.

## 개요
구독 텔레비전 서비스는 유선 통신 매체(예: 케이블 텔레비전 및 광섬유 통신), 직접 위성 방송, 그리고 인터넷 프로토콜(제공자가 유지 관리하는 사설 네트워크를 통해서든, 공공 인터넷을 통해 스트리밍되는 "오버 더 톱 콘텐츠" 서비스로든) 등 다양한 수단을 통해 고객에게 배포될 수 있다. 서비스를 수신하기 위해 고객에게 장비가 제공되는데, 일반적으로 하나 이상의 클로즈드 플랫폼 셋톱박스 또는 제공된 신호를 해독하는 다른 장비가 포함된다. 디지털 텔레비전 다채널 서비스는 일반적으로 사용 가능한 채널을 탐색하는 데 사용할 수 있는 전자 프로그램 안내를 제공하며, 프로그램 녹화를 위한 내부 하드 드라이브가 있는 디지털 비디오 레코더(DVR)를 제공하여 나중에 시청할 수 있게 하고, 스트리밍 비디오 서비스 및 기타 주문형 비디오 및 페이퍼뷰 서비스에 대한 액세스와 같은 기타 양방향 기능도 제공한다.
다채널 텔레비전은 일반적으로 번들로 판매되며, 각 단계마다 다른 채널이 추가되는 서비스 계층과 서비스에 추가될 수 있는 테마별 채널 패키지로 구성된다. 이는 일반적으로 어린이 프로그램, 스포츠, 개별 프리미엄 서비스와 같은 특정 틈새 시장이나 장르를 다룬다. 일부 제공자는 고객이 번들 외에 추가 채널을 구매할 수 있는 "알라카르트" 옵션을 제공할 수 있다. 텔레비전 제공자는 광대역 인터넷 및 집 전화와 같은 다른 서비스를 제공할 수 있으며, 이 모든 것을 번들로 구독하는 고객에게 인센티브를 제공한다. 이를 "트리플 플레이"라고 한다.

## 프로그래밍
다채널 텔레비전 프로그램은 종종 무료 방송 채널, FTA로 송출되지 않는 특수 채널(미국에서는 구어적으로 "케이블 채널"이라고 불림), 그리고 유료 텔레비전("프리미엄") 서비스로 나뉜다. 일부 국가에서는 텔레비전 제공자가 지역 방송국 및 전국 네트워크(예: 국영 방송 및 공영 텔레비전 네트워크), 그리고 공익에 중요한 기타 네트워크(예: 시사 네트워크)를 포함하여 특정 FTA 채널 및 기타 서비스를 송출하도록 요구하는 "의무 송출" 규정을 가질 수 있다. 대부분의 특수 네트워크는 광고와 텔레비전 제공자가 채널을 가입자에게 배포할 수 있는 특권으로 지불하는 송출료로 자금을 조달한다. 특수 채널은 FTA 네트워크와 유사하게 일반 대중을 대상으로 하거나 특정 인구 통계나 틈새 시장을 대상으로 할 수 있다.
디지털 다채널 텔레비전 플랫폼은 아날로그 케이블 서비스보다 더 많은 대역폭을 가지고 있어, 특정 텔레비전 시장 인구 통계나 관심사에 맞는 더 많은 특수 채널을 위한 채널 용량이 존재한다. 북미에서 "기본 케이블"이라는 용어는 가장 널리 송출되는 특수 채널을 의미한다(확장된 용량으로 인해 주로 디지털 케이블 및 위성에서만 출시된 채널과는 대조적으로). 미국에서 2018년 닐슨의 상위 10개 "기본 케이블" 채널(전일 또는 황금 시간대 시청률 기준)에는 홀마크 채널, TBS, TNT, USA 네트워크와 같은 일반 엔터테인먼트 네트워크, 팩추얼 네트워크인 히스토리, HGTV, 인베스티게이션 디스커버리, CNN, 폭스 뉴스 채널, MSNBC와 같은 전국 뉴스 서비스, 어린이 채널 니켈로디언, 스포츠 네트워크 ESPN이 포함되었다.
유료 텔레비전 채널은 광고가 아닌 고객이 지불하는 구독료로 자금을 조달하는 프리미엄 서비스이다. 이들은 일반적으로 장편 영화(일반적으로 극장 개봉과 홈 비디오 출시 사이의 개봉 기간 내) 및 오리지널 시리즈와 스페셜과 같은 프리미엄 콘텐츠를 다룬다. 일부 엔터테인먼트 중심의 프리미엄 서비스는 가끔 스포츠 이벤트를 방송하기도 했다. 미국에서는 HBO 및 쇼타임과 같은 프리미엄 네트워크는 권투 방송으로 잘 알려져 있다(HBO는 2018년에 권투 중계를 종료했다). 비용과 제한된 가용성으로 인해 프리미엄 네트워크는 일반적으로 콘텐츠에 대해 더 관대하며, 대부분 검열되지 않은 콘텐츠를 방송할 수 있다(대조적으로, 미국에서는 많은 기본 케이블 네트워크가 시청자와 광고주의 기대 때문에 폭력적, 욕설, 성적 콘텐츠에 대해 프로그램 자체를 자주조정하며, 방송 채널은 "외설적인" 자료의 방송에 대해 법적으로 제한된다). 일부 프리미엄 네트워크는 (특히 심야 시간대에) 포르노그래피를 방송하거나 전적으로 포르노그래피에 전념할 수 있다. 현대의 프리미엄 서비스는 일반적으로 주력 채널과 특정 장르 또는 인구 통계에 초점을 맞춘 여러 "멀티플렉스" 채널을 포함한 여러 채널로 구성된다.

## 국가별

### 캐나다
캐나다에서 다채널 텔레비전 서비스는 법적으로 방송 배포 사업체(BDU)라고 불리며, 캐나다 라디오 텔레비전 통신 위원회의 허가를 받아야 한다.

### 미국
미국에서 FCC의 감독 및 정책을 받는 다채널 텔레비전 서비스는 법적으로 다채널 비디오 프로그램 배포자(MVPD)라고 불린다.

## 같이 보기
- 텔레비전의 지리적 사용
- 지역별 케이블 텔레비전
- 케이블 텔레비전 회사 목록
- 지역별 위성방송
- 위성방송 회사 목록